# 小行星5127
小行星5127（5127 Bruhns）是一顆繞太陽運轉的小行星，為主小行星帶小行星。該小行星於1989年2月4日發現。

## 軌道參數
小行星5127的軌道半長軸為2.3765471 UA，離心率為0.154。